# 工藤正俊
工藤 正俊（くどう まさとし、1954年 - ）は、日本の医学者。近畿大学医学部主任教授。専門は消化器内科学、2019年には学術情報に関する世界的な情報サービス企業である、クラリベイト・アナリティクス（Clarivate Analytics）の「高被引用論文著者（Highly Cited Researchers 2019）」のClinical Medicine（臨床医学）部門に選出され。2020年、2021年、2022年にも「臨床医学領域」の唯一の日本人として4年連続選出された。

## 略歴
- 1954年 - 愛媛県西条市生まれ
- 1978年 - 京都大学医学部卒業、京都大学医学部附属病院勤務（研修医)
- 1979年 - 神戸市立中央市民病院内科  勤務（研修医）
- 1980年 - 同消化器内科医員
- 1985年 - 同消化器内科副医長
- 1987年 - カリフォルニア大学留学（デービスメディカルセンター）
- 平成元年 - 神戸市立中央市民病院消化器内科副医長復職
- 1992年 - 同消化器内科医長
- 1997年 - 近畿大学医学部第２内科学助教授
- 1999年 - 近畿大学医学部消化器内科学 主任教授（現在に至る）

- （その他大学内役職）
- 2007年-2008年    近畿大学医学部附属病院副病院長
- 2008年-2014年    近畿大学医学部附属病院病院長
- 2015年-現在  　学校法人近畿大学理事（医学部・病院担当理事）
- (現在の併任)     近畿大学医学部奈良病院消化器内科　教授（兼務）,　神戸市立中央市民病院消化器内科　顧問（兼務）

## 所属学会
- 日本内科学会　評議員
- 日本超音波医学会　理事長 (2014-2020)
- 日本消化器病学会　執行評議員、名誉会員
- 日本肝臓学会 理事 (2004-2020), 名誉会員
- 日本消化器内視鏡学会　社団評議員, 名誉会員
- 日本高齢消化器病学会　理事
- 日本癌学会　評議員
- 日本臨床腫瘍学会　協議員
- 日本核医学会　評議員
- 日本肝癌研究会　監事・事務局代表
- 国際肝癌学会 (ILCA)　元理事
- 世界超音波医学会 (WFUMB)　理事長 (2011-2013)
- 米国肝臓学会 (AASLD)　肝癌領域 Expert Panel Member, Education committee member
- 米国消化器病学会 (AGA)
- 米国消化器内視鏡学会 (ASGE)
- 欧州肝臓学会 (EASL)
- アジア太平洋肝癌学会 (APPLE)　理事長 (2015-2017)
- アジア超音波医学会 (AFSUMB)　理事長 (2016-2020)

## 受賞歴
- 米国核医学会Berson-Yalow Award 受賞（1989年6月）
- 日本対がん協会がん研究助成奨励賞 受賞（1992年3月）
- 日本消化器病学会奨励賞 受賞（1992年4月）
- 日本超音波医学会優秀論文賞「菊池賞」受賞（1992年5月21日）
- 日本核医学会賞 受賞（1993年10月）
- 米国超音波医学会（AIUM）学会賞受賞（2003年6月4日）
- ボローニャ大学医学部医学会名誉会員賞（2006年9月15日）
- フィリピン超音波医学会名誉会員（Honorary Member of PSUCMI）（2008年3月19日）
- アジア太平洋消化器病学会（APDW）OKUDA Award受賞（2008年9月13日）
- 北米放射線学会 Certificate of Merit受賞（2008年）
- インド肝臓学会Madangopalan Award受賞（2009年3月28日）
- 北米放射線学会 Cum Laude賞受賞（2009年12月）（7000編の論文中上位10編に採択）
- 日本肝臓学会「日本肝臓学会機関誌 Highest Citation賞」受賞（2010年6月）
- JISAN Lecture Award Presented by Korean Society of Ultrasound in Medicine（2010年5月）
- 米国超音波医学会名誉会員賞（AIUM Honorary Member Award）受賞（2011年4月）
- 日本肝臓学会「日本肝臓学会機関誌 Highest Citation賞」受賞（2011年6月）（2回目）
- Romanian Society of Ultrasound in Medicine and Biology (SRUMB) Honorary Award受賞（2011年6月）
- 北米放射線学会 Certificate of Merit受賞（2011年11月）（2回目）
- USE論文賞（応用物理学会論文賞）」受賞（2012年11月）
- Lorenzo Capussotti Award受賞（from IASGO）(2014年12月)
- 韓国超音波医学会名誉会員賞（KSUM honorary Award）受賞（2018年5月25日）
- 日本肝臓学会　織田賞受賞（2018年6月13日）
- 台湾超音波医学会名誉会員賞（TSUM Honorary Member Award）受賞（2018年10月13日）
- SGHがん特別賞受賞（2018年12月1日）
- Desai Memorial Lecture Award from Education Universe and Care Foundation（2018年12月16日）
- Highly Cited Researcher 2019 受賞（Clarivate Analytics）(2019年11月19日)（日本人唯一の選出）
- Highly Cited Researcher 2020受賞 (Clarivate Analytics) (2020年 11月18日)(日本人唯一の選出、2年連続受賞）
- インド肝臓学会S.R.Naik Memorial Award受賞（2021年12月3日)
- Highly Cited Researcher 2021[4]受賞(Clarivate Analytics) (2021年11月16日) (日本人2名受賞のうちの1名の選出、3年連続受賞)
- 日本消化器病学会学術賞受賞(2022年4月21日)
- Highly Cited Researcher 2022[4][5]受賞(Clarivate Analytics) (2022年11月15日) (日本人3名受賞のうちの1名の選出[6]、4年連続受賞)

## Journal Editor
- Liver Cancer (Karger)：Editor-in-Chief(2012年～現在), （IF=12.430）
- Hepatology International: Assistant Editor(2011年～現在)
- 肝胆膵編集委員(2011年～現在)